# Nomioides nigriceps
Nomioides nigriceps är en biart som beskrevs av Blüthgen 1933. Nomioides nigriceps ingår i släktet Nomioides och familjen vägbin. Inga underarter finns listade i Catalogue of Life.